# Do姐有問題
《Do姐有問題》（英語：Do Did Eat）是香港電視廣播有限公司的資訊遊戲節目，由鄭裕玲、農夫主持，目前共有四輯。myTV SUPER提供節目重溫，免費版用戶只能在節目播出後七天內收看。
第一、二輯分別共有25集。第一輯由2016年3月7日起（香港時間，下同），逢星期一至五22:30－23:00，於翡翠台播映，由樓上特約。第二輯由2018年3月12日起，逢星期一至五22:30－23:00，於翡翠台播映，由康業信貸快遞特約。
第三輯由2019年7月21日起，逢星期日20:30－21:30，於翡翠台播映，本輯第1-13集由康業信貸快遞K Cash特約。
第四輯由2020年6月15日起，逢星期一至五22:30－23:00，於翡翠台播映，由及時雨信貸特約，亦為2020年TVB Amazing Summer推介節目之一。
各片段公開答案之前的口頭禪每輯不同，分別為「有問題有答案」（第一輯）、「識Do姐識答案」（第二輯）及「有Do姐有答案」（第三輯）。

## 第一輯
- 以下以粗體標示的嘉賓於該集勝出，可以享用美食。

| 集數   | 播映日期 | 嘉賓                            | 廚師            | 美食                         | Do姐特別稱號                                                  |
| 2016年 |          |                                 |                 |                              |                                                               |
| 01     | 3月7日   | 黎耀祥、江美儀                  | 陳國強          | 和牛                         | 無                                                            |
| 02     | 3月8日   | 森美、陳敏之                    | 黃智輝          | 官燕                         | 鄭裕凶玲                                                      |
| 03     | 3月9日   | 阮兆祥、盧覓雪                  | Tim Bruges      | 松露                         | 鄭裕響玲                                                      |
| 04     | 3月10日  | 單立文、胡蓓蔚                  | 甄啟量          | 吞拿魚                       | 鄭裕玲媒                                                      |
| 05     | 3月11日  | 馬國明、陳 煒                   | 陳國強          | 鬈毛豬                       | 鄭裕Land                                                      |
| 06     | 3月14日  | 薛家燕、安德尊                  | 陳漢章          | 龍蝦                         | 鄭裕玲童                                                      |
| 07     | 3月15日  | 杜如風、洪永城                  | 黃偉文          | 遼參                         | 鄭裕啞玲                                                      |
| 08     | 3月16日  | 鄭丹瑞、米雪                    | 李志強          | 赤鮑                         | 無                                                            |
| 09     | 3月17日  | 周家蔚、洪天明                  | 李志強          | 馬糞海膽                     | 無                                                            |
| 10     | 3月18日  | 周柏豪、 連詩雅、林德信         | 黎志安          | 花膠                         | 鄭裕玲猴                                                      |
| 11     | 3月21日  | 金剛、阮小儀                    | Grace           | 鳳舞九天                     | 鄭裕綾波麗                                                    |
| 12     | 3月22日  | 糖妹、吳家樂                    | 黃偉文          | 松葉蟹                       | 無                                                            |
| 13     | 3月23日  | 鄧梓峰、陳凱琳                  | 黃偉文          | 冬蟲草                       | 鄭裕3.0                                                       |
| 14     | 3月24日  | 吳業坤、張美妮                  | 陳國強          | 響螺                         | 鄭裕玲魚球                                                    |
| 15     | 3月25日  | 梁嘉琪、黃心穎、 麥美恩、湯洛雯 | 許瑋宸          | 吉品鮑                       | 鄭裕玲堂                                                      |
| 16     | 3月28日  | 林盛斌、蝦頭                    | Brian Moore     | 裙子牛排                     | 鄭裕玲墓                                                      |
| 17     | 3月29日  | 鄧麗欣、林曉峰                  | Pedro Samper    | 黑毛豬火腿                   | 鄭裕凋玲                                                      |
| 18     | 3月30日  | 江欣燕、梁烈唯                  | Bosco           | 飛驒牛                       | 鄭裕0.01                                                      |
| 19     | 3月31日  | 王貽興、黎諾懿                  | 陳啟德          | 金錢窩貼                     | 鄭裕羚羊                                                      |
| 20     | 4月1日   | 鄭俊弘、吳若希、 衛志豪、陸浩明 | Paul McLoughlin | 紐西蘭深海小龍蝦配北海道帶子 | 鄭裕玲芝                                                      |
| 21     | 4月4日   | 楊明、葉翠翠、 陳庭欣、黃子恆   | Francesco Gava  | 鵝肝                         | 鄭裕玲玲七                                                    |
| 22     | 4月5日   | 馬蹄露、袁偉豪                  | 黎志安          | 黑毛豬                       | 鄭裕綾瀨遙                                                    |
| 23     | 4月6日   | 黃智賢、譚玉瑛                  | 黎志安          | 阿拉斯加皇帝蟹配蟹肉布甸     | 無                                                            |
| 24     | 4月7日   | 高海寧、方力申                  | 陳國強          | 馬達加斯加紅蝦炒東星魚麵     | 鄭裕門玲                                                      |
| 25     | 4月8日   | 麥長青、黃浩然                  | 黎志安          | 1++韓牛西冷排                | 裕玲法案、裕玲鐵路、鄭裕豪庭、捉走裕玲、Do Did Done、鄭裕顯玲 |

## 第二輯

### 遊戲玩法
- 嘉賓回答三條問題，答對可得500分。
- 嘉賓可以在遊戲使用兩個錦囊：
  - 「Big Big Tips」（提示）
  - 「Double」（答對一題，得分乘以2）
- 每個錦囊在全集只能使用一次。
- 在最後環節，嘉賓可在5種貨幣（其中4種為外幣，1種為港幣）中選出心儀的貨幣，之後將所得分數的貨幣轉換成港幣。
  - 例子：嘉賓得到500分並選擇美國，他／她獲得的獎金就是以500美元轉換成約3920港元[註 3]，匯率以該集錄影當日為準。

### 每集內容
- 以下以粗體標示的嘉賓於該集獲得最多獎金。

| 集數   | 播映日期 | 嘉賓                         | 得分     | 地點                             | 貨幣                               | 獎金 （港元） | 嘉賓暱稱                                                                                    |
| 2018年 |          |                              |          |                                  |                                    |               |                                                                                             |
| 01     | 3月12日  | 馬國明唐詩詠                 | 10002000 | 多明尼加波斯尼亞和黑塞哥維那     | 多明尼加披索波黑馬克               | 1609860       | 馬國明：馬國明屈 唐詩詠：唐詩「泳」／唐詩詠香江                                             |
| 02     | 3月13日  | 梁嘉琪、張秀文馮盈盈、張寶兒 | 15002000 | 不丹皮特凱恩群島                 | 不丹努扎姆紐西蘭元                 | 18011460      | 是非精：是非「蒸」鯇魚                                                                      |
| 03     | 3月14日  | 袁文傑高海寧                 | 1000     | 冰島斯威士蘭                     | 冰島克朗斯威士蘭里蘭吉尼           | 80680         | 袁文傑：「拍完聞傑」（拍袁文傑） 高海寧：__家Ling（冚家鏟）                                 |
| 04     | 3月15日  | 黎諾懿阮小儀                 | 1500     | 庫拉索島尼加拉瓜                 | 荷屬安的列斯盾尼加拉瓜科多巴       | 6585375       | 黎諾懿：嚟…樂意／已落泥（懿諾黎） 阮小儀：無                                                |
| 05     | 3月16日  | 田蕊妮吳業坤                 | 1500     | 吉爾吉斯圖瓦盧                   | 吉爾吉斯索姆圖瓦盧元               | 1809240       | 田蕊妮：田蕊「嚟」 吳業坤：吳「熱」坤／吳「易」坤／吳「掖」坤                               |
| 06     | 3月19日  | 森 美朱千雪                  | 1000     | 法屬波利尼西亞烏茲別克           | 太平洋法郎烏茲別克索姆             | 810.96        | 無                                                                                          |
| 07     | 3月20日  | 宣 萱許紹雄                  | 10001500 | 塞爾維亞法羅群島                 | 塞爾維亞第納爾法羅群島克朗         | 821935        | 宣萱：酸圈 許紹雄：Ban屎歌（Benz哥）                                                        |
| 08     | 3月21日  | 丁子朗、鄧佩儀江嘉敏、余德丞 | 15001000 | 瑞典阿塞拜疆                     | 瑞典克朗阿塞拜疆馬納特             | 14254610      | 丁子朗：「叮」子朗 鄧佩儀：「燉」佩儀 江嘉敏：江「加」敏 余德丞：無                         |
| 09     | 3月22日  | 岑麗香陳 煒                  | 1500     | 烏克蘭百慕達                     | 烏克蘭格里夫納百慕達元             | 45011760      | 岑麗香：岑麗「臭」 陳煒：煒哥                                                               |
| 10     | 3月23日  | 何遠東胡鴻鈞                 | 500      | 馬其頓蘇丹                       | 馬其頓第納爾蘇丹鎊                 | 80215         | 何遠東：何遠「Don't」 胡鴻鈞：嗚…童軍                                                       |
| 11     | 3月26日  | 麥美恩周奕瑋                 | 15002000 | 博茨瓦納科科斯群島               | 博茨瓦納普拉澳元                   | 123012340     | 麥美恩：「默」美恩 周奕瑋：阿「Jar」                                                        |
| 12     | 3月27日  | 江美儀麥長青                 | 1500     | 保加利亞厄立特里亞               | 保加利亞列弗厄立特里亞納克法       | 7410780       | 江美儀：江「尾宜」 麥長青：「勿」長青                                                       |
| 13     | 3月28日  | 吳若希、譚嘉儀鄭俊弘、林穎彤 | 10001500 | 聖誕島所羅門群島                 | 澳元所羅門群島元                   | 60701530      | 吳若希、譚嘉儀：無 鄭俊弘、林穎彤：無                                                       |
| 14     | 3月29日  | 梁漢文方力申                 | 15001000 | 科摩羅巴拿馬                     | 科摩羅法郎巴拿馬巴波亞             | 307840        | 梁漢文：梁「漢文」 方力申：方力「身」                                                       |
| 15     | 3月30日  | 張曦雯、蔡思貝陳嘉寶、賴慰玲 | 15002000 | 索科特拉島巴拉圭                 | 也門里亞爾巴拉圭瓜拉尼             | 46.52.8       | 張曦雯：「將」「Hey Man」 蔡思貝：你「才是唄」 陳嘉寶：「And追你呀」（Anjaylia） 賴慰玲：無 |
| 16     | 4月2日   | 林欣彤、陳慧敏范振鋒、林盛斌 | 20001000 | 達赫拉克群島澤西                 | 厄立特里亞納克法英鎊               | 104010990     | 范振鋒：范「震風」 林盛斌：又「林」又「盛賓」 林欣彤、陳慧敏：無                            |
| 17     | 4月3日   | 黃翠如陸浩明                 | 15002000 | 摩洛哥聖多美和普林西比           | 摩洛哥迪拉姆聖多美和普林西比多布拉 | 12750.78      | 黃翠如：Richard Yu 陸浩明：名陸，字永權（陸永權），「號」明                                 |
| 18     | 4月4日   | 王灝兒、梁釗峰關楚耀、陳健安 | 15001000 | 毛里裘斯哥特蘭島                 | 毛里裘斯盧比瑞典克朗               | 345950        | 王灝兒：「即dou」（JW） 梁釗峰：梁「超封」 關楚耀：「痛楚腰」 陳健安：On仔                  |
| 19     | 4月5日   | 陳山聰陳敏之                 | 1500     | 厄瓜多爾新喀里多尼亞             | 美元太平洋法郎                     | 11760121.5    | 陳山聰：陳「生」聰 陳敏之：塵（陳），人人得以「聞之」                                       |
| 20     | 4月6日   | 周柏豪袁偉豪                 | 20001500 | 約旦阿爾巴尼亞                   | 約旦第納爾阿爾巴尼亞列克           | 22140111      | 周柏豪：「收八號」 袁偉豪：「原位好」                                                       |
| 21     | 4月9日   | 張敬軒單立文、胡蓓蔚         | 1500     | 土庫曼斯坦巴哈馬                 | 土庫曼斯坦馬納特巴哈馬元           | 336011760     | 張敬軒：張敬「軒」酒家 單立文：豹「歌」（豹哥） 胡蓓蔚：豹「掃」（豹嫂）                    |
| 22     | 4月10日  | 苑瓊丹姜皓文                 | 20001500 | 瑪格麗塔島波多黎各               | 委內瑞拉玻利瓦爾美元               | 158011775     | 苑瓊丹：一粒苑瓊丹／苑瓊丹紙（苑瓊丹子） 姜皓文：「薑好聞」                                 |
| 23     | 4月11日  | 鄭 融、連詩雅衛志豪、張致恆  | 1500     | 瓦利斯群島和富圖納群島哥斯達黎加 | 太平洋法郎哥斯達黎加科朗           | 121.521       | 連詩雅：「唸詩啊」／「連絲啊」／「練C啊」 鄭融：無 衛志豪：衛「至」豪 張致恆：張「至行」    |
| 24     | 4月12日  | 黃智雯王君馨                 | 15001000 | 黑山波蘭                         | 歐元波蘭茲羅提                     | 144302270     | 黃智雯：黃「至聞」 王君馨：王君「兄」                                                       |
| 25     | 4月13日  | 蕭正楠黃浩然                 | 2000     | 聖皮埃爾和密克隆群島邦加島       | 歐元 印尼盾                        | 192401.14     | 蕭正楠：「燒」我哋（農夫）「正男」 黃浩然：無                                               |

## 第三輯
- 本輯加入「Do姐常識問答比賽」，兩組嘉賓回答一條有關Do姐的常識題，答對的一組可得底分1000分，答錯的只得底分500分。如兩組都答錯，每組分別得底分500分。

### 遊戲玩法
- 兩組嘉賓回答五條問題，答對可擲骰子決定可增加的分數。若擲中或踩Do姐圖案須再次擲骰，以決定嘉賓可額外加分或扣分。
- 嘉賓可在回答問題前使用「BIG BIG TIPS」（共2張），即有關該題的提示。
- 嘉賓另有六張功能卡，包括「進攻卡」（把對方的答案據為己有，但若果兩組同一時間使用，即屬於交換答案）、「防守卡」（防止自己的答案被對方搶走）及「空白卡」（無功能）。每次答問題後，兩組嘉賓都必須使用功能卡。

- 在最後環節，得分最高的嘉賓先拉老虎機，再按所得的圖案決定所屬的等級，包括「頭等艙」（3個城市中有2個屬於高匯率國家）、「商務艙」（4個城市中有2個屬於高匯率國家）及「經濟艙」（4個城市中只有1個屬於高匯率國家），以下為對應各等級的老虎機圖示：

| 等級   | 老虎機圖示                                                                                       |
| 頭等艙 | 「Do姐」「Do姐」「Do姐」 「陸永」「陸永」「陸永」 「C君」「C君」「C君」                          |
| 商務艙 | 「Do姐」「Do姐」「陸永」 「Do姐」「Do姐」「C君」 「Do姐」「陸永」「陸永」 「Do姐」「C君」「C君」 |
| 經濟艙 | 「C君」「C君」「陸永」 「陸永」「陸永」「C君」 「Do姐」「陸永」「C君」                           |

- 嘉賓所得的分數可在3至4個城市中選出其所屬國家的貨幣，之後將價值為該分數的貨幣轉換成港幣，成為嘉賓該集贏得的獎金
  - 例子：某嘉賓得500分，而他／她選擇華盛頓市，代表該嘉賓可獲以500美元轉換成約3900港元[註 6]的獎金。匯率以該集錄影當日為準。

### 每集內容
- 以下以粗體標示的嘉賓於該集獲得最多獎金。

| 集數   | 播映日期 | 嘉賓                                               | 得分                                               | 等級                                               | 城市                                               | 貨幣                                               | 獎金 （港元）                                      |
| 2019年 |          |                                                    |                                                    |                                                    |                                                    |                                                    |                                                    |
| 01     | 7月21日  | 馬國明、黃智雯唐詩詠、黃翠如                       | 28001100                                           | 商務艙                                             | 阿克拉帝力                                         | 加納塞地美元                                       | 40328580                                           |
| 02     | 7月28日  | 陸浩明、麥美恩馮盈盈、周奕瑋                       | 17002600                                           | 經濟艙                                             | 哈布納菲厄澤北雪平                                 | 冰島克朗瑞典克朗                                   | 1022158                                            |
| 03     | 8月4日   | 陳家樂、林夏薇洪卓立、曾樂彤                       | 1100                                               | 經濟艙                                             | 卡塔尼亞喀山                                       | 歐元俄羅斯盧布                                     | 9790132                                            |
| 04     | 8月11日  | 袁偉豪、王君馨蔡思貝、余德丞                       | 21001500                                           | 經濟艙                                             | 金斯敦卡利                                         | 牙買加元哥倫比亞披索                               | 1263                                               |
| 05     | 8月18日  | 王嘉爾、林盛斌馮允謙、黃淑蔓                       | 24002800                                           | 商務艙                                             | 圖文巴帕皮提                                       | 澳元太平洋法郎                                     | 12960196                                           |
| 06     | 8月25日  | 黎耀祥、胡定欣田蕊妮、李思捷                       | 24001400                                           | 商務艙                                             | 夏洛特阿馬利亞聖弗朗西斯科德馬科里斯               | 美元多明尼加披索                                   | 18816210                                           |
| 07     | 9月1日   | 周柏豪、連詩雅謝東閔、戴祖儀                       | 17002500                                           | 商務艙                                             | 馬德普拉塔威廉斯塔德                               | 阿根廷披索荷屬安的列斯盾                           | 28910950                                           |
| 08     | 9月15日  | 陳山聰、姚子羚趙慧珊、吳嘉熙、蔡明思               | 29001700                                           | 頭等艙                                             | 聖克魯斯 聖克勞斯                                  | 阿魯巴弗羅林美元                                   | 1270213328                                         |
| 09     | 9月22日  | 森 美、小 儀黎諾懿、湯洛雯                         | 17001600                                           | 經濟艙                                             | 布拉迪斯拉發布拉格                                 | 歐元捷克克朗                                       | 14790544                                           |
| 10     | 9月29日  | 方力申、王灝兒陳 煒、張達倫                        | 13002300                                           | 商務艙                                             | 三十三人城十月六日城                               | 烏拉圭披索埃及鎊                                   | 2731081                                            |
| 11     | 10月6日  | 蔡一傑、陳健安阮兆祥、蔡瀚億                       | 19002300                                           | 經濟艙                                             | 堪察加彼得羅巴甫洛夫斯克斯雷姆斯卡米特羅維察       | 俄羅斯盧布塞爾維亞第納爾                           | 228161                                             |
| 12     | 10月13日 | 薛家燕、姜麗文歐陽震華、吳業坤                     | 21001800                                           | 經濟艙                                             | 努馬納努美亞                                       | 歐元太平洋法郎                                     | 18144126                                           |
| 13     | 10月20日 | 少爺占、Donald陸 永、C 君                          | 17002500                                           | 商務艙                                             | 麥納麥魯 塞                                        | 巴林第納爾保加利亞列弗                             | 3546211025                                         |
| 14     | 10月27日 | 姜皓文、顏卓靈陳敏之、胡諾言                       | 13002900                                           | 經濟艙                                             | 聖何塞聖馬丁                                       | 哥斯達黎加科朗哥倫比亞披索                         | 135.8                                              |
| 15     | 11月3日  | 王浩信、張頴康、丁子朗唐詩詠、馮盈盈、莊思敏       | 26001700                                           | 經濟艙                                             | 東枝安曼                                           | 緬甸元約旦第納爾                                   | 1318802                                            |
| 16     | 11月10日 | 鄭俊弘、吳若希胡鴻鈞、譚嘉儀                       | 10002800                                           | 商務艙                                             | 麥覺理港維拉港                                     | 澳元瓦努阿圖瓦圖                                   | 5320196                                            |
| 17     | 11月17日 | 衞 蘭、關心妍薛凱琪、林欣彤                        | 22001600                                           | 經濟艙                                             | 齋浦爾雞龍市                                       | 印度盧比南韓圜                                     | 24211.2                                            |
| 18     | 11月24日 | 周柏豪、黃浩然、黃錦燊洪永城、朱晨麗、王梓軒       | 16002000                                           | 商務艙                                             | 西本德北豪森                                       | 美元歐元                                           | 1252817260                                         |
| 19     | 12月1日  | 張振朗、陳 瀅菊梓喬、林穎彤                        | 22001800                                           | 頭等艙                                             | 費爾干納 拉內利                                    | 烏茲別克索姆英鎊                                   | 1.7418252                                          |
| 20     | 12月8日  | 陳 豪、李佳芯蕭正楠、曹永廉                        | 18001900                                           | 頭等艙                                             | 詹姆斯敦帕爾米拉                                   | 聖赫勒拿鎊巴拿馬巴波亞                             | 1801814877                                         |
| 21     | 12月15日 | 精彩笑料大放送（嘉賓主持：鄺潔楹、梁芷珮、周奕瑋） | 精彩笑料大放送（嘉賓主持：鄺潔楹、梁芷珮、周奕瑋） | 精彩笑料大放送（嘉賓主持：鄺潔楹、梁芷珮、周奕瑋） | 精彩笑料大放送（嘉賓主持：鄺潔楹、梁芷珮、周奕瑋） | 精彩笑料大放送（嘉賓主持：鄺潔楹、梁芷珮、周奕瑋） | 精彩笑料大放送（嘉賓主持：鄺潔楹、梁芷珮、周奕瑋） |

## 第四輯
- 受2019冠狀病毒病影響，無綫藝人無法出埠拍攝，本輯問題的範疇由以往三輯的外地風俗文化改為無綫電視劇、綜藝節目及香港電視劇演員／明星。

### 遊戲玩法
- 兩組嘉賓回答三條問題。
  - 第一題：嘉賓須於影片中找出指定人物並截圖。指定人物在影片出現的總次數等於可截圖的最高次數。較多正確截圖的嘉賓可獲2張點數卡（共25張，點數由1至9不等），較少或沒有正確截圖的只可獲1張點數卡（若雙方正確截圖數量相同，則各獲2張點數卡）。
  - 第二、三題：題目類型包括憑聲線及造型猜演員／明星、根據同一演員／明星的不同演出的首播年份排先後次序、指出哪些角色屬於或不屬於某電視劇、指出某演員／明星／電視節目的錯誤資訊。答對一題可獲2張點數卡，答錯一題只可獲1張點數卡。若兩組嘉賓都不完全答對一題，較多正確答案的一組可獲2張點數卡，較少正確答案的只可獲1張點數卡（若雙方正確答案數量相同，則各獲2張點數卡）。
  - 嘉賓可在作答第二、三題前分別使用以下其中一張功能卡：
    - DUAL ANSWER（額外提供一個答案）
    - BIG BIG TIPS（DO姐大提示）
    - CALL（打電話向朋友求助）
    - GAIN OR LOSS（答對一題額外獲1張點數卡，答錯一題送對手1張點數卡）

  - 已在第二題使用的功能卡不可在作答第三題前再次使用。
- 回答所有問題後，收視點總數較高的一組嘉賓成為勝方。若兩組的收視點總數相同，則以抽「勝負卡」分出勝負。

- 獎金算式遊戲
  - 勝方從獲得的所有點數卡中選擇4張，負方只能選1張
  - 勝方可由TAKE 1至FINAL TAKE將所選的4張點數卡放置於勝負雙方都不知道的獎金單位及算式。
    - 已知的獎金單位：千、百、十、個
    - 已知的獎金算式：×3、×2、×1.5、×0.5、×0.3、÷2、÷3、÷5

  - TAKE 1：勝方放置點數卡後，DO姐向勝方給予評語，並回答勝方的1條關於獎金單位或算式的是非題。
  - TAKE 2：勝方重新放置點數卡或不更改點數卡的位置後，DO姐可能向勝方給予評語，勝方可以揭曉他（們）選擇的其中一個獎金單位或算式。
  - FINAL TAKE：勝方重新放置點數卡或不更改點數卡的位置後，負方只能將所選的1張點數卡放置於勝方沒有選擇的其中一個獎金單位或算式。
  - 若任何一方將點數卡放置於獎金算式，該張／該些點數卡上的點數歸零。

- 「DO姐好有問題」有獎問答遊戲
  - 由第11集開始，觀眾收看本輯節目時須留意「DO姐好有問題」標誌，以盡早參與此遊戲。
  - 觀眾於big big channel的Facebook專頁按指定連結，然後回答該集問題。答對問題且被抽中的三名觀眾可獲50港元的big big shop電子優惠碼。

### 每集內容
- 以下以粗體標示的嘉賓為該集勝方。
- 以下以粗體標示的問題同為該集「DO姐好有問題」的問題。
- 備註：負方最終有機會比勝方贏得更多獎金。

| 集數   | 播映日期 | 嘉賓                          | 收視點總數 | 獎金算式                  | 獎金 （港元） | 農夫扮演的角色                          | 問題 |
| 2020年 |          |                               |            |                           |               |                                         | |
| 01     | 6月15日  | 黃宗澤、蔡潔張曦雯、譚凱琪    | 1429       | 500（5000+6+4000）×0.3    | 5002701.8     | 無                                      | 1. 截圖目標人物：劉德華 2. 猜演員：羅家英、汪明荃、周慧敏、李樂詩 3. 不屬於《巾幗梟雄之義海豪情》的角色           |
| 02     | 6月16日  | 林盛斌、張秀文陸浩明、麥美恩  | 2528       | 0×2（6000+4000+90）×0.5   | 05045         | 《包青天》 （包拯、展昭）               | 1. 截圖目標人物：吳鎮宇 2. 梅艷芳演出次序 3. 不屬於《On Call 36小時II》的角色                                     |
| 03     | 6月17日  | 張振朗、蔡思貝楊明、何依婷    | 31         | 90（9000+4）×2×0.3        | 905402.4      | 《王老虎搶親》 （衙差、王老虎）         | 1. 截圖目標人物：陶大宇 2. 猜演員：周潤發、梁朝偉、謝賢、狄波拉 3. 不屬於《點金勝手》的角色                       |
| 04     | 6月18日  | 姜皓文張兆輝                  | 3037       | 9000（9000+60）×0.3×2     | 90005436      | 《張保仔》 （愛新覺羅·旻皓、張保仔）    | 1. 截圖目標人物：周星馳 2. 鄭裕玲演出片段 3. 梁朝偉演出次序                                                       |
| 05     | 6月19日  | 周柏豪、連詩雅胡鴻鈞、菊梓喬  | 2725       | （8000+7000+4）×3900      | 45012900      | 《難兄難弟》 （李奇、謝源）             | 1. 截圖目標人物：周潤發 2. 猜演員：李美鳳、鄭丹瑞、劉德華、黎明、葉玉卿 3. 有關馬國明的錯誤資訊                   |
| 06     | 6月22日  | 王灝兒、吳業坤鄧小巧、馮允謙  | 1742       | 6000（9000+90+7）×0.5     | 60004548.5    | 《神鵰俠侶》 （楊過、神鵰）             | 1. 截圖目標人物：吳君如 2. 猜演員：周星馳、吳鎮宇、劉青雲、張兆輝、郭晉安 3. 有關單立文的錯誤資訊                 |
| 07     | 6月23日  | 黃庭鋒、孔德賢趙慧珊、蔡明思  | 386        | （700+9+60）÷52000        | 1542000       | 《白色強人》 （楊逸滔、唐明）           | 1. 截圖目標人物：馬國明 2. 劉嘉玲演出次序 3. 猜演員：成奎安、羅美薇、梅艷芳、羅家英、汪明荃                       |
| 08     | 6月24日  | 黃智賢、江美儀胡諾言、姚子羚  | 2832       | 0×0.3（7000+800+9000）×2  | 033600        | 《大帥哥》 （狄奇、馬炭）               | 1. 截圖目標人物：吳啟華 2. 古天樂演出次序 3. 猜演員：吳君如、陳欣健、鄭裕玲、廖偉雄、毛舜筠                       |
| 09     | 6月25日  | 周奕瑋、許文軒劉佩玥、馮盈盈  | 2025       | 0×1.5（7000+4）÷3×1.5     | 03502         | 《金牙大狀》 （戴亞斗、洋人R）          | 1. 截圖目標人物：劉青雲 2. 鄭裕玲演出片段（《男親女愛》） 3. 有關歐瑞偉的錯誤資訊                                 |
| 10     | 6月26日  | 區永權、陳庭欣陳貝兒、林溥來  | 2318       | （7000+400）×1.5×1.540    | 1665040       | 《大太監》 （慈禧、李連英）             | 1. 截圖目標人物：黃宗澤 2. 猜演員：郭富城、羅家英、劉德華、李克勤、陳百祥 3. 吳君如演出次序                       |
| 11     | 6月29日  | 林嘉欣 陳家樂                 | 1019       | 40（9000+2+200）×1.5      | 4013803       | 《封神榜》 （哪吒、楊戩）               | 1. 截圖目標人物：郭富城 2. 假的旅遊節目 3. 王祖藍演出次序                                                         |
| 12     | 6月30日  | 余德丞、丁子朗何廣沛、郭子豪  | 2218       | （400+4000+4）×1.5500     | 6606500       | 《西遊記》 （豬八戒、沙僧）             | 1. 截圖目標人物：胡定欣 2. 周星馳演出次序 3. 《封神榜》的原有角色                                                 |
| 13     | 7月1日   | 陳敏之、李彩華唐文龍、曹永廉  | 2522       | （900+200+9）×1.570       | 166470        | 《大頭綠衣鬥殭屍》 （張北平、海揚威）   | 1. 截圖目標人物：楊怡 2. 不屬於《使徒行者2》的角色 3. 有關《香港小姐競選》的錯誤資訊                              |
| 14     | 7月2日   | 單立文、湯盈盈 吳岱融、商天娥 | 2126       | 9000（700+60）×3÷5        | 9000456       | 《衝上雲霄II》 （唐亦琛、顧夏陽）       | 1. 截圖目標人物：林峯 2. 鄭秀文演出次序 3. 猜演員：黃霑、劉嘉玲、陳淑蘭、朱慧珊                                   |
| 15     | 7月3日   | 蔡一傑梁漢文                  | 1629       | 0÷5（5000+300+500）×3     | 017400        | 《美味天王》 （田味吉）                 | 1. 截圖目標人物：黎耀祥 2. 猜演員：廖啟智、苗僑偉、黃日華、楊盼盼、周海媚 3. 《梟雄》的原有角色                   |
| 16     | 7月6日   | 阮兆祥、江欣燕馬浚偉、黎瑞恩  | 1718       | 7000（4000+30+5）×1.5     | 70006053      | 《踩過界》 （文申俠）                   | 1. 截圖目標人物：林家棟 2. 《潛行狙擊》的原有角色 3. 有關《歡樂滿東華》的錯誤資訊                                 |
| 17     | 7月7日   | 吳浩康、許靖韻陳柏宇、鄭融    | 1917       | （500+30）÷2÷39000        | 889000        | 《壹號皇庭》 （余在春）                 | 1. 截圖目標人物：鄭俊弘 2. 不屬於《宮心計》的角色 3. 猜剪影人：戴耀明                                             |
| 18     | 7月8日   | 戴祖儀、林穎彤谷婭溦、譚嘉儀  | 2633       | 900（9000+400+40）×1.5    | 90014160      | 《天命》 （鈕祜祿·和珅、愛新覺羅·顒琰） | 1. 截圖目標人物：楊明 2. 猜演員：梅小惠、吳剛、鍾麗緹、安德尊 3. 猜剪影人：鍾志光                                 |
| 19     | 7月9日   | 鄺潔楹、何泳芍陳詩欣、張寶兒  | 22         | （600+500+3000）×1.50×1.5 | 61500         | 《上海灘》（許文強、丁力）              | 1. 截圖目標人物：譚玉瑛 2. 羅樂林飾演的哪個角色在相應劇集中沒有死去 3. 屬於《飛虎II》的角色                       |
| 20     | 7月10日  | 黎耀祥、龔嘉欣陳豪、李佳芯    | 3725       | （9000+900+8）×1.57000    | 148627000     | 《雙星報喜》（許冠傑、許冠文）          | 1. 截圖目標人物：歐陽震華 2. 猜演員：黃日華、邵美琪、張衛健、藍潔瑛 3. 有關秦煌的錯誤資訊                         |
| 21     | 7月13日  | 森美吳若希                    | 2325       | 0÷2（2000+9000+700）÷5    | 02340         | 《獎門人系列》                          | 1. 截圖目標人物：湯盈盈 2. 哪個劇集角色被斬頭而死：《盛世仁傑》 3. 猜演員：李克勤、張錦程、劉曉彤、廖啟智、吳家樂 |
| 22     | 7月14日  | 賴慰玲、吳嘉熙孫慧雪、傅嘉莉  | 1922       | 0×1.5（7000+500）×2÷5     | 03000         | 《笑星救地球》（乜太、小李）            | 1. 截圖目標人物：林文龍 2. 根據「問題小專員」的描述猜劇集：《大時代》 3. 徐子珊演出次序                           |
| 23     | 7月15日  | 潘梓鋒、梁芷珮江嘉敏、劉穎鏇  | 1046       | 409000×1.5×1.5÷3          | 406750        | 《射鵰英雄傳之東邪西毒》 （洪七公）     | 1. 截圖目標人物：黃智雯 2. 《楊貴妃》的原有角色 3. 猜剪影人：譚玉瑛                                               |
| 24     | 7月16日  | 安德尊、宋芝齡薛家燕、姜麗文  | 2145       | 0÷29000+8000+80+7         | 017087        | 《唐伯虎點秋香》 （唐伯虎）             | 1. 截圖目標人物：黎諾懿 2. 哪兩個劇集角色在劇中沒有因交通意外而死 3. 根據「問題小專員」的描述猜劇集：《叛逃》     |
| 25     | 7月17日  | 譚俊彥、陳煒鄭俊弘、何雁詩    | 1631       | 500（400+30+9000）×1.5    | 50014145      | 《點只咁簡單》（林亞珍）                | 1. 截圖目標人物：鄭伊健 2. 根據「問題小專員」的描述猜劇集：《張保仔》 3. 陳法拉演出次序                           |
| 26     | 7月20日  | 羅仲謙、洪永城王君馨、鄧佩儀  | 2120       | （7000+300）×3×1.590      | 3285090       | 《城寨英雄》（左勾拳、段迎風）          | 1. 截圖目標人物：陳展鵬 2. 不屬於《怒火街頭》的角色 3. 根據「問題小專員」的描述猜劇集：《城寨英雄》               |
| 27     | 7月21日  | 黎諾懿、黃智雯蕭正楠、湯洛雯  | 2115       | （7000+3000）×1.5×1.550   | 2250050       | 《我愛牙擦蘇》（黃飛鴻、牙擦蘇）        | 1. 截圖目標人物：袁偉豪 2. 哪個燒烤場面並非大結局場景：《學警雄心》 3. 有關張智霖的錯誤資訊                       |
| 28     | 7月22日  | 阮政峰、張明偉黃美棋、彭慧中  | 2220       | （40+9000+100）×20×2      | 182800        | 《大時代》 （丁蟹、方進新）             | 1. 截圖目標人物：張兆輝 2. 多少劇集角色吃麵 3. 猜剪影人：鄧梓峰                                                   |
| 29     | 7月23日  | 鄭秀文蔡卓妍                  | 3017       | （700+40+5000）×1.5900    | 8610900       | 《少年四大名捕》                        | 1. 截圖目標人物：古巨基 2. 鄭伊健演出次序 3. 猜演員：劉兆銘、周潤發、米雪、陳秀珠、苗僑偉                         |
| 30     | 7月24日  | 張智霖、蔡一智薛凱琪、衛志豪  | 3718       | （9000+500+8）×1.50÷5     | 142620        | 無                                      | 1. 截圖目標人物：劉嘉玲 2. 哪一個劇集角色成功上船 3. 盧海鵬演出次序                                               |

## 問題專員拍攝地區
第一輯
- 梁芷珮（ 美国 三藩市、洛杉磯、聖地牙哥、西雅圖、 加拿大 溫哥華、 秘魯 利馬）
- 胡慧冲（ 泰國 曼谷、清邁）
- 張秀文（ 臺灣 台北、高雄）
- 周奕瑋（ 日本 東京）
- 鄭金鈴（  首爾）

第二輯
- 梁芷珮（ 美国 亞利桑那、拉斯維加斯、 加拿大 溫哥華、 法國 馬賽、里昂、波爾多、巴黎）
- 陳雅思、潘梓鋒（  濟州島）
- 胡慧冲（ 泰國 曼谷、碧武里府、差春騷府）
- 梁凱晴（ 臺灣 台北、台中、台南、高雄、屏東、鹿港、松山、西門町）
- 鄺潔楹（ 日本 東京）
- 陳婉衡（ 日本 北海道）
- 葉韋彤（  首爾）

第三輯
- 梁芷珮（ 芬兰、 冰島、 哥伦比亚、 印度、 義大利）
- 潘梓鋒（ 马来西亚 吉隆坡）
- 何廣沛（ 美国 夏威夷）
- 鄺潔楹（ 日本 東京）
- 周奕瑋（ 日本 關西）
- 鞏姿希（ 日本 九州）
- 胡慧冲（ 泰國）
- 梁凱晴（ 臺灣）
- 陳貝兒（ 摩洛哥）
- 簡淑兒（ 澳門）
- 周佩婷（ ）

## 旁白
- 馬家豪（第一至三輯全輯；第四輯第十一集、第十五集至三十集）
- 雷碧娜（第四輯第一至十集、第十二至十四集）

## 收視

### 第一輯
以下為本節目於香港無綫電視翡翠台之收視紀錄：
| 週次 | 集數  | 日期                   | 平均收視 | 最高收視 |
| ---- | ----- | ---------------------- | -------- | -------- |
| 1    | 01-05 | 2016年3月7日－3月11日  | 21點     | 23.1點   |
| 2    | 06-10 | 2016年3月14日－3月18日 | 22點     |          |
| 3    | 11-15 | 2016年3月21日－3月25日 | 23點     |          |
| 4    | 16-20 | 2016年3月28日－4月1日  | 21點     | 22.6點   |
| 5    | 21-25 | 2016年4月4日－4月8日   | 20點     | 23.3點   |

### 第二輯
以下為本節目於香港無綫電視翡翠台及myTV SUPER7日跨平台總收視之紀錄：
| 週次 | 集數  | 日期                   | 收視   |
| ---- | ----- | ---------------------- | ------ |
| 1    | 01-05 | 2018年3月12日－3月16日 | 21.5點 |
| 2    | 06-10 | 2018年3月19日－3月23日 | 21.4點 |
| 3    | 11-15 | 2018年3月26日－3月30日 | 21.1點 |
| 4    | 16-20 | 2018年4月2日－4月6日   |        |
| 5    | 21-25 | 2018年4月9日－4月13日  |        |

### 第三輯
以下為本節目於香港無綫電視翡翠台及myTV SUPER7日跨平台總收視之紀錄：
| 集數 | 日期           | 收視   |
| ---- | -------------- | ------ |
| 1    | 2019年7月21日  |        |
| 2    | 2019年7月28日  |        |
| 3    | 2019年8月4日   |        |
| 4    | 2019年8月11日  |        |
| 5    | 2019年8月18日  | 18.5點 |
| 6    | 2019年8月25日  | 18.3點 |
| 7    | 2019年9月1日   |        |
| 8    | 2019年9月15日  | 18.2點 |
| 9    | 2019年9月22日  | 17.7點 |
| 10   | 2019年9月29日  | 18.5點 |
| 11   | 2019年10月6日  | 21.1點 |
| 12   | 2019年10月13日 | 24.0點 |
| 13   | 2019年10月20日 | 20.5點 |
| 14   | 2019年10月27日 | 19.1點 |
| 15   | 2019年11月3日  | 18.9點 |
| 16   | 2019年11月10日 | 18.9點 |
| 19   | 2019年12月1日  | 19.4點 |
| 20   | 2019年12月8日  | 20.0點 |
| 21   | 2019年12月15日 | 16.3點 |

### 第四輯
以下為本節目於香港無綫電視翡翠台及myTV SUPER7日跨平台總收視之紀錄：
| 週次 | 日期                   | 收視 |
| ---- | ---------------------- | ---- |
| 1    | 2020年6月15日－6月19日 | 19.7 |
| 2    | 2020年6月22日－6月26日 | 17.5 |
| 3    | 2020年6月29日－7月3日  | 18.2 |
| 4    | 2020年7月6日－7月10日  | 18.7 |
| 5    | 2020年7月13日－7月17日 | 19.8 |
| 6    | 2020年7月20日－7月24日 | 21.3 |

## 獎項
- 第一輯

### 星和無綫電視大獎2016
| 獎項                    | 單位          | 結果 |
| ----------------------- | ------------- | ---- |
| 我最愛TVB資訊節目       | Do姐有問題    | 提名 |
| 我最愛TVB綜藝節目主持人 | 鄭裕玲、農 夫 | 獲獎 |

### TVB 馬來西亞星光薈萃頒獎典禮2016
| 獎項              | 單位          | 結果 |
| ----------------- | ------------- | ---- |
| 最佳綜藝節目      | Do姐有問題    | 提名 |
| 最喜愛TVB節目主持 | 鄭裕玲、農 夫 | 提名 |

### 觀眾在民間電視大奬2016
| 獎項                     | 單位                | 結果             |
| ------------------------ | ------------------- | ---------------- |
| 最喜愛TVB資訊節目        | Do姐有問題          | 提名（最後三強） |
| 民選最佳綜藝資訊節目主持 | 鄭裕玲、陸 永、C 君 | 提名             |

### 萬千星輝頒獎典禮2016
| 獎項         | 單位          | 結果             |
| ------------ | ------------- | ---------------- |
| 最佳綜藝節目 | Do姐有問題    | 提名（最後三強） |
| 最佳節目主持 | 鄭裕玲、農 夫 | 獲獎             |

- 第二輯

### 萬千星輝頒獎典禮2018
| 獎項           | 單位          | 結果 |
| -------------- | ------------- | ---- |
| 最佳非戲劇節目 | Do姐有問題    | 提名 |
| 最佳節目主持   | 鄭裕玲、農 夫 | 提名 |

- 第三輯

### 萬千星輝頒獎典禮2019
| 獎項           | 單位                | 結果 |
| -------------- | ------------------- | ---- |
| 最佳非戲劇節目 | Do姐有問題          | 提名 |
| 最佳節目主持   | 鄭裕玲、陸 永、C 君 | 提名 |

## 外部連結
- 無綫電視節目網頁 - Do姐有問題（第一輯）（页面存档备份，存于）
- 無綫電視節目網頁 - Do姐有問題（第二輯）（页面存档备份，存于）
- 無綫電視節目網頁 - Do姐有問題（第三輯）（页面存档备份，存于）
- 無綫電視節目網頁 - Do姐有問題（第四輯）（页面存档备份，存于）